# Myślenie systemowe
Treść tego artykułu może nie być zgodna z zasadami neutralnego punktu widzenia.
Dokładniejsze informacje o tym, co należy poprawić, być może znajdują się w dyskusji tego artykułu.
 Po wyeliminowaniu niedoskonałości należy usunąć szablon [[Szablon:Dopracować|]] z tego artykułu.
Myślenie systemowe (ang. systems thinking), bądź myślenie w kategorii systemów to sposób analizy i obserwacji otaczającego świata jako systemu składającego się z podsystemów lub obiektów oddziaływających na siebie. Ułatwia rozważanie o interakcjach między obiektami, oraz stanach całego systemu.
Historycznie, myślenie w kategorii systemów, jest cechą zauważalną u najwybitniejszych umysłów wszech czasów, którzy starali się odnaleźć teorię, która mogłaby opisać wszystkie procesy zachodzące w przyrodzie i ułatwić ich zrozumienie i przede wszystkim wyprzedzenie rezultatów danych wydarzeń. Jednymi z bardziej znanych ludzi, którzy chętnie w swoich dziełach zawierali myśli dotyczące systemów są Isaac Newton, W. Ross Ashby czy Stanisław Lem.
Rozważanym systemem może być absolutnie wszystko. Rynek ekonomiczny, układ planetarny, sieć neuronowa lub społeczność.
Rozpatrywać dany system można na przykład w ramach jego złożoności, wrażliwości na zmianę pojedynczej zmiennej (patrz „efekt motyla”), bądź tendencji do pogłębiania lub tłumienia danego parametru systemu w czasie (patrz „Równowaga (mechanika)”, „stateczność”).